# Équipe du Cap-Vert de football à la Coupe d'Afrique des nations 2023
L’équipe du Cap-Vert de football participe à la Coupe d'Afrique des nations 2023 organisée en Côte d'Ivoire du 13 janvier au 11 février 2024. Il s'agit de la 4e participation des cap-verdiens. Ils sont éliminés par l'Afrique du Sud en quart de finale, aux tirs au but.

## Qualifications
Le Cap-Vert se qualifie à l'issue de la cinquième journée des éliminatoires, en prenant la deuxième place du groupe B de qualification.
| Rang | Équipe       | Pts | J | G | N | P | Bp | Bc | Diff |  | Résultats (▼ dom., ► ext.) |     |     |     |     |
| ---- | ------------ | --- | - | - | - | - | -- | -- | ---- |  | -------------------------- | --- | --- | --- | --- |
| 1    | Burkina Faso | 11  | 6 | 3 | 2 | 1 | 8  | 5  | +3   |  | Burkina Faso               |     | 2-0 | 1-0 | 0-0 |
| 2    | Cap-Vert     | 10  | 6 | 3 | 1 | 2 | 8  | 6  | +2   |  | Cap-Vert                   | 3-1 |     | 2-0 | 0-0 |
| 3    | Togo         | 8   | 6 | 2 | 2 | 2 | 8  | 8  | 0    |  | Togo                       | 1-1 | 3-2 |     | 2-2 |
| 4    | Eswatini     | 3   | 6 | 0 | 3 | 3 | 3  | 8  | -5   |  | Eswatini                   | 1-3 | 0-1 | 0-2 |     |

### Résultats
| 1re journée             | Burkina Faso             | 2 - 0   | Cap-Vert                             |                                                                   |                                                                   |
| 3 juin 2022 20:00 UTC+1 | Bandé 58e · Ouattara 88e | (0 - 0) |                                      | Grand stade de Marrakech, Marrakech Arbitrage : Daniel Nii Laryea | Grand stade de Marrakech, Marrakech Arbitrage : Daniel Nii Laryea |
| 3 juin 2022 20:00 UTC+1 | Bandé 59e · Tapsoba 60e  |         | 41e Cuca · 61e Tavares · 90e Stopira | Grand stade de Marrakech, Marrakech Arbitrage : Daniel Nii Laryea | Grand stade de Marrakech, Marrakech Arbitrage : Daniel Nii Laryea |

| 2e journée              | Cap-Vert                     | 2 - 0   | Togo                   |                                                              |                                                              |
| 7 juin 2022 18:30 UTC+1 | Tavares 10e · Monteiro 90+4e | (1 - 0) |                        | Grand stade de Marrakech, Marrakech Arbitrage : Mehrez Melki | Grand stade de Marrakech, Marrakech Arbitrage : Mehrez Melki |
| 7 juin 2022 18:30 UTC+1 | Atte 50e                     |         | 58e Lopes · 90+4e Rosa | Grand stade de Marrakech, Marrakech Arbitrage : Mehrez Melki | Grand stade de Marrakech, Marrakech Arbitrage : Mehrez Melki |

| 3e journée               | Cap-Vert | 0 - 0   | Eswatini |                                                                      |                                                                      |
| 24 mars 2023 18:30 UTC−1 |          | (0 - 0) |          | Estádio Nacional de Cabo Verde, Praia Arbitrage : Charles Benle Bulu | Estádio Nacional de Cabo Verde, Praia Arbitrage : Charles Benle Bulu |

| 4e journée               | Eswatini                                | 0 - 1   | Cap-Vert                   |                                                          |                                                          |
| 28 mars 2023 15:00 UTC+2 |                                         | (0 - 0) | 56e Mendes                 | Stade Mbombela, Mbombela Arbitrage : Jean Claude Ishimwe | Stade Mbombela, Mbombela Arbitrage : Jean Claude Ishimwe |
| 28 mars 2023 15:00 UTC+2 | Dlamini 60e · Ngwenya 81e · Manyisa 87e |         | 69e Fernandes · 81e Duarte | Stade Mbombela, Mbombela Arbitrage : Jean Claude Ishimwe | Stade Mbombela, Mbombela Arbitrage : Jean Claude Ishimwe |

| 5e journée               | Cap-Vert                                   | 3 - 1   | Burkina Faso         |                                                                  |                                                                  |
| 18 juin 2023 15:00 UTC−1 | Bebé 7e · Fernandes 67e · Andrade 90+4e    | (1 - 1) | 45+3e Dayo           | Estádio Nacional de Cabo Verde, Praia Arbitrage : Haythem Guirat | Estádio Nacional de Cabo Verde, Praia Arbitrage : Haythem Guirat |
| 18 juin 2023 15:00 UTC−1 | Mendes 88e · Tavares 90+2e · Andrade 90+6e |         | 39e Touré · 64e Yago | Estádio Nacional de Cabo Verde, Praia Arbitrage : Haythem Guirat | Estádio Nacional de Cabo Verde, Praia Arbitrage : Haythem Guirat |

| 6e journée                    | Togo                                 | 3 - 2   | Cap-Vert              |                                                |                                                |
| 10 septembre 2023 16:00 UTC±0 | Denkey 40e (pen.) 77e · Ouattara 87e | (1 - 2) | 4e Pina · 20e Tavares | Stade de Kégué, Lomé Arbitrage : Ibrahim Mutaz | Stade de Kégué, Lomé Arbitrage : Ibrahim Mutaz |

### Statistiques

#### Buteurs
Les huit buts du Cap-Vert pendant les éliminatoires ont été inscrits par huit joueurs différents.
| Buts | Joueurs |
| ---- | --- |
| 1    | Ryan Mendes, Jamiro Monteiro, Júlio Tavares, Bebé, João Paulo Fernandes, Gilson Tavares, Kevin Pina, Euclides Andrade |

## Préparation
Les Requins bleus effectuent un stage de préparation de cinq jours au Portugal avant de rendre à Radès pour affronter la Tunisie. Ils s'inclinent 2-0 face aux Aigles de Carthage.
| Match amical    | Tunisie                  | 2 - 0   | Cap-Vert |                                                |                                                |
| 10 janvier 2024 | Achouri 12e · Msakni 48e | (1 - 0) |          | Stade olympique, Radès Spectateurs : Huis clos | Stade olympique, Radès Spectateurs : Huis clos |

## Compétition

### Tirage au sort
Le tirage au sort de la CAN 2023 est effectué le 12 octobre 2023 au Parc des expositions d’Abidjan. Le Cap-Vert, 14e nation africaine au classement FIFA (71e), est placé dans le chapeau 3. Le tirage place les cap-verdiens dans le groupe B, avec l'Égypte (chapeau 1, 35e au classement FIFA), le Ghana, (chapeau 2, 60e) et le Mozambique (chapeau 4, 113e).

### Effectif
Bubista annonce la liste des joueurs retenus le 28 décembre 2023. Djaniny déclare forfait pour blessure et est remplacé par Gilson Tavares. Hélio Varela et João Correia déclinent leurs convocations pour se consacrer à leurs clubs.

### Premier tour
| Rang | Équipe     | Pts | J | G | N | P | Bp | Bc | Diff |
| ---- | ---------- | --- | - | - | - | - | -- | -- | ---- |
| 1    | Cap-Vert   | 7   | 3 | 2 | 1 | 0 | 7  | 3  | +4   |
| 2    | Égypte     | 3   | 3 | 0 | 3 | 0 | 6  | 6  | 0    |
| 3    | Ghana      | 2   | 3 | 0 | 2 | 1 | 5  | 6  | -1   |
| 4    | Mozambique | 2   | 3 | 0 | 2 | 1 | 4  | 7  | -3   |

| 1re journée           | Ghana                               | 1 - 2   | Cap-Vert                                  | Stade Félix-Houphouët-Boigny, Abidjan                      |                                                            |
| 14 janvier 2024 20h00 | Djiku 56e                           | (0 - 1) | 17e Monteiro · 90+2e Rodrigues            | Spectateurs : 11 943 Arbitrage : Jean-Jacques Ndala Ngambo | Spectateurs : 11 943 Arbitrage : Jean-Jacques Ndala Ngambo |
| 14 janvier 2024 20h00 | Djiku 10e · Baba 48e · Paintsil 54e | Rapport | 64e Duarte · 74e Santos · 90+3e Rodrigues | Spectateurs : 11 943 Arbitrage : Jean-Jacques Ndala Ngambo | Spectateurs : 11 943 Arbitrage : Jean-Jacques Ndala Ngambo |

| 2e journée            | Cap-Vert                         | 3 - 0   | Mozambique | Stade Félix-Houphouët-Boigny, Abidjan         |                                               |
| 19 janvier 2024 14h00 | Bebé 32e · Mendes 51e · Pina 69e | (1 - 0) |            | Spectateurs : 5 794 Arbitrage : Samir Guezzaz | Spectateurs : 5 794 Arbitrage : Samir Guezzaz |
| 19 janvier 2024 14h00 | Cabral 61e                       | Rapport |            | Spectateurs : 5 794 Arbitrage : Samir Guezzaz | Spectateurs : 5 794 Arbitrage : Samir Guezzaz |

| 3e journée            | Cap-Vert                         | 2 - 2   | Égypte                        | Stade Félix-Houphouët-Boigny      |                                   |
| 22 janvier 2024 20h00 | Benchimol 45+1e · Teixeira 90+9e | (1 - 0) | 50e Trézéguet · 90+3e Mohamed | Arbitrage : Alhadi Allaou Mahamat | Arbitrage : Alhadi Allaou Mahamat |
| 22 janvier 2024 20h00 | Pina 71e                         | Rapport | 63e Marmoush · 88e Hegazy     | Arbitrage : Alhadi Allaou Mahamat | Arbitrage : Alhadi Allaou Mahamat |

### Phase à élimination directe
Le Cap-Vert se qualifie pour les huitièmes de finale en prenant la première place du groupe B. Il affronte la Mauritanie, troisième du groupe D. Les requins bleus s'imposent 1-0, sur un penalty de Ryan Mendes en fin de match.
| Huitième de finale    | Cap-Vert          | 1 - 0   | Mauritanie | Stade Félix-Houphouët-Boigny, Abidjan |                          |
| 29 janvier 2024 17h00 | Mendes 88e (pen.) | (0 - 0) |            | Arbitrage : Mohamed Adel              | Arbitrage : Mohamed Adel |
| 29 janvier 2024 17h00 | Pina 11e          | Rapport | 87e Niasse | Arbitrage : Mohamed Adel              | Arbitrage : Mohamed Adel |

| Quart de finale      | Cap-Vert                                       | 0 - 0                 | Afrique du Sud                    | Stade Charles-Konan-Banny, Yamoussoukro |                                       |
| 3 février 2024 20h00 |                                                | (0 - 0, 0 - 0, 0 - 0) |                                   | Arbitrage : Jean-Jacques Ndala Ngambo   | Arbitrage : Jean-Jacques Ndala Ngambo |
| 3 février 2024 20h00 | Mendes 27e                                     | Rapport               |                                   | Arbitrage : Jean-Jacques Ndala Ngambo   | Arbitrage : Jean-Jacques Ndala Ngambo |
| 3 février 2024 20h00 | Bebé · Semedo · L. Duarte · Teixeira · Andrade | Tirs au but 1 - 2     | Mokoena · Lepasa · Modiba · Mvala | Arbitrage : Jean-Jacques Ndala Ngambo   | Arbitrage : Jean-Jacques Ndala Ngambo |

### Statistiques

#### Buteurs
| Buts | Joueurs         | Adversaires                   |
| ---- | --------------- | ----------------------------- |
| 2    | Ryan Mendes     | Mozambique (1) Mauritanie (1) |
| 1    | Bebé            | Mozambique (1)                |
| 1    | Benchimol       | Égypte (1)                    |
| 1    | Jamiro Monteiro | Ghana (1)                     |
| 1    | Kevin Pina      | Mozambique (1)                |
| 1    | Garry Rodrigues | Ghana (1)                     |
| 1    | Bryan Teixeira  | Égypte (1)                    |